# Geremeas
Geremeas is een plaats (frazione) in de Italiaanse gemeente Quartu Sant'Elena.